# Tatort: Unter Kontrolle
Unter Kontrolle ist ein Fernsehfilm aus der Krimireihe Tatort und eine Produktion des SWR in Zusammenarbeit mit Maran Film. Diese 623. Episode der Reihe wurde am 5. März 2006 im Ersten Deutschen Fernsehen zum ersten Mal ausgestrahlt.
Das  Ludwigshafener Ermittlerduo Lena Odenthal (Ulrike Folkerts) und Mario Kopper (Andreas Hoppe) hat einen Mord aufzuklären, der zu einem Stalker führt, der offenbar nicht vor Gewalt zurückschreckt, um an sein Ziel zu kommen.

## Handlung
Der Eventmanager Markus Möller wird tot aufgefunden. Er wurde nachts nach einer Feier eine Treppe hinuntergestoßen und anschließend erstickt, möglicherweise mit einem Schal. Als erstes wollen Odenthal und Kopper in Möllers Agentur die Ermittlungen aufnehmen, dabei stellen sie fest, dass dort die Steuerfahndung gerade im Einsatz ist und wegen Steuerhinterziehung und Konkursverschleppung ermittelt. Weder Möllers Assistentin Martina Dierks noch Möllers Bruder Jörg, der ebenfalls in der Agentur arbeitet, wollen davon etwas gewusst haben.
Die Kommissare lenken ihre Aufmerksamkeit zunächst auf Rike Hoffmann, die mit als Letzte mit Markus Möller auf der Feier zusammen war und sich mit ihm gestritten hatte. Odenthal gewinnt den Eindruck, dass sie sehr verstört ist und vor etwas Angst zu haben scheint. Von Isabel Menning, der Freundin von Rike Hoffmann, erfährt Odenthal, dass jene sich in Möller verliebt hatte und dass sie seit über sechs Monaten von einem Stalker verfolgt wird. Er belästige sie noch heute mit anonymen Anrufen und Geschenken, sogar ein Videoband mit Aufnahmen von ihr war dabei. Sie hätte das angezeigt, was aber erfolglos blieb. So belegte sie Kurse zur Selbstverteidigung, um sich im Ernstfall gegen einen Angreifer wehren zu können. Diese Tatsachte lässt allerdings den Schluss zu, dass sie so durchaus den eigentlich stärkeren Markus Möller hätte überwältigen können. 
Allerdings finden sich auch Verdachtsmomente gegen Martina Dierks. Sie hatte in der Vergangenheit ein Verhältnis mit ihrem Chef und wollte mit ihm in Kürze gemeinsam in Urlaub fliegen. 400.000 Euro sind vom Firmenkonto verschwunden, aber offensichtlich wollte er allein mit dem Geld durchbrennen. Sollte sie das erfahren haben, wäre das ein klassisches Mordmotiv. Als Odenthal Dierks aufsuchen will, ist diese bereits auf der Flucht. Kopper gelingt es, sie am Flughafen mit den unterschlagenen Firmengeldern aufzuhalten. Sie gibt an, dass sie Möller nur helfen wollte und ihn nicht getötet hätte. Bei der Befragung erfahren die Ermittler, dass Möller, bevor er sich auf Rike Hoffmann eingelassen hatte, mit deren Freundin zusammen war. Daraufhin befragt Odenthal Isabel Menning, die für die Tatzeit auch kein Alibi hat. Es existiert sogar eine Vorstrafe wegen Körperverletzung. Um sich aus der bedrohlichen Situation zu retten, erzählt sie den Ermittlern von dem Video, welches der Stalker an Rike geschickt hatte. Das sehen sie sich umgehend an und müssen erkennen, dass Rike Hoffmann Möller angegriffen hat und er dabei die Treppe hinuntergestürzt ist. Rike Hoffmann wird befragt und gibt an, dass sie der Meinung war, der Stalker würde sie angreifen und daher hätte sie sich verteidigt. Im Dunkeln hätte sie nicht erkennen können, dass Möller nach ihr gegriffen hatte und nicht ein Unbekannter. Auf diesen konzentriert sich die Ermittlungsarbeit, als Odenthal in der Nähe des Tatorts einen Wollfaden finden, der offensichtlich zu dem Schal gehört, mit welchem Möller erstickt wurde. Odenthal vermutet, dass dieser Schal dem Stalker gehört und versucht nun, den Unbekannten zu finden. So macht sich Jörg Möller verdächtig, als er Rike Hoffmann sehr massiv anfasst. Sie willigt ein, als Lockvogel zu arbeiten und trifft sich mit Jörg Möller, während Odenthal und Kopper sie beobachten. Die Aktion geht jedoch schief und Möller ergreift die Flucht. Aus Angst, er könnte sich an Rike rächen, bringt Odenthal sie in ihrer Wohnung unter. Unerwartet findet der Stalker das heraus, woraufhin sie aus der Wohnung flüchtet und Odenthal telefonisch um Hilfe bittet. Da Möller sich gerade mit seinem Anwalt im Polizeirevier über die Ermittlungen gegen ihn beschwert, wird klar, dass Odenthal und Kopper der falschen Spur folgen.
Rike flüchtet panisch durch die Innenstadt. Von der Angst getrieben, dass niemand sie beschützen kann, läuft sie in ein Auto und wird verletzt. Als sie Blumen geschickt bekommt, die eindeutig vom Stalker stammen, flüchtet sie aus dem Krankenhaus zu ihrem Arbeitskollegen Christian Mühlhaus. Der ist sichtlich erfreut über den Besuch, doch als Rike eine Videokamera entdeckt und sich eine der Aufnahmen ansieht, ist ihr klar, dass er der Mörder von Markus Möller ist. Es gelingt ihr, Odenthal anzurufen, die daraufhin Christian Mühlhaus festnehmen lässt.

## Hintergrund
Der Film wurde vom Südwestrundfunk in Zusammenarbeit mit Maran Film produziert und in Ludwigshafen, Karlsruhe und Baden-Baden gedreht.

## Rezeption

### Einschaltquoten
Die Erstausstrahlung von Unter Kontrolle am 5. März 2006 wurde in Deutschland insgesamt von 6,23 Millionen Zuschauern gesehen und erreichte einen Marktanteil von 16,01 Prozent für Das Erste.

### Kritik
Tilmann P. Gangloff lobt bei tittelbach.tv in diesem Tatort besonders die schauspielerische Leistung von Annett Renneberg, „die sich [in der Rolle des Stalkingopfers] Tag und Nacht beobachtet fühlt, mit genau der richtigen Mischung aus Fatalismus und Verzweiflung. […] Abgesehen von der humorvollen Einführung des Ermittler-Duos inszeniert Heisig diesen SWR-Krimi todernst. Ludwigshafen zeigt er von seiner unwirtlichsten Seite; selbst scheinbar innige Freundschaften tragen Spuren von Verrat. Und weil Heisig mit vergleichsweise wenig Aufwand ein spannender Krimi gelungen ist, kann man zwei kleine Einwände getrost vernachlässigen: Odenthal gerät jedes Mal ins Dozieren, wenn sie über das Phänomen der ‚Stalker‘ spricht; und der Täter muss mitunter ziemlich übertrieben vor sich hinkeuchen.“
Bei Moviesection.de vergibt Thomas Ays vier von fünf möglichen Sternen und schreibt: „Regisseur René Heisig versteht es eindrucksvoll, Spannung aufzubauen, eine düstere Atmosphäre heraufzubeschwören und dadurch den Zuschauer zu packen und nicht mehr loszulassen.“ Über die Schauspieler findet er durchweg lobende Worte, kritisiert aber die „manchmal fehl am Platz wirkenden, psychologischen Weisheiten von Lena Odenthal. [Die] hätte sich Drehbuchautor Stefan Rogall sparen können, dennoch ist aus ‚Unter Kontrolle‘ ein spannender und packender ‚Tatort‘ aus Ludwigshafen geworden.“
Die Kritiker der Fernsehzeitschrift TV-Spielfilm schreiben über diesen Tatort: „Hier ein farbloses Exemplar mit schwergängigem Plot und einfallsfreier Regie.“ Das titelbezogene Fazit lautet: „Weniger Kontrolle wäre besser gewesen“.